# Złatoustowe
Złatoustowe (ukr. Златоустове) – wieś na Ukrainie, w obwodzie odeskim, w rejonie berezowskim, w hromadzie Bereziwka. W 2001 liczyła 525 mieszkańców, spośród których 499 wskazało jako ojczysty język ukraiński, 15 rosyjski, 4 mołdawski, 5 białoruski, 1 gagauski, a 1 niemiecki.